# Dyschloropsis
Dyschloropsis là một chi bướm đêm thuộc họ Geometridae.

## Các loài
- Dyschloropsis impararia (Guenée, 1857)